# Apelern
Apelern is een gemeente in de Duitse deelstaat Nedersaksen. De gemeente maakt deel uit van de Samtgemeinde Rodenberg in het Landkreis Schaumburg.
Apelern telt 2.420 inwoners.

## Samenstelling van de gemeente
De gemeente omvat, naast het gelijknamige dorp, sedert de gemeentelijke herindeling van 1 maart 1974, de Ortsteile Groß Hegesdorf (200 à 300 inwoners), Kleinhegesdorf, Lyhren en Soldorf, ten noordwesten van Apelern, en Reinsdorf ten westen van het hoofddorp, alsmede de gehuchten Allern, Rehbruchsmühle en Riesenmühle.

## Geografie en infrastructuur
Apelern ligt , zoals de gehele Samtgemeinde Rodenberg, in het dal tussen de heuvelruggen Deister aan de oostkant en Süntel aan de zuidkant, behorend tot het Wezerbergland, en de Bückeberge ten  westen van de gemeente. De grootste plaats in de verdere omgeving is de stad Hannover, hemelsbreed ruim 25 km en over de weg circa 30 km oostwaarts.  Kleinere steden in de nabije omgeving zijn Stadthagen (in westelijke richting) en Bad Nenndorf, bijna direct ten noorden van Rodenberg-stad.
Via de Bundesstraße 442 en de west-oost lopende B65 en de Autobahn A2 (afrit 37 Lauenau, die hier de B442 kruist) zijn er goede wegverbindingen met Hannover, Bielefeld en Hamelen.  Apelern-dorp ligt één kilometer ten noorden van deze Autobahn-aansluiting. Het  buurdorp Lauenau ligt nog 1 km verder zuidoostelijk.
Met openbaar vervoer is de Samtgemeinde Rodenberg karig bedeeld. Het dichtstbij gelegen spoorwegstation is Station Bantorf, direct ten oosten van de noordelijke buurstad Bad Nenndorf, maar gelegen in de gemeente Barsinghausen. Verder naar het noorden, maar beter te bereiken, en door meer treinen bediend, is Station Haste (Han) te Haste, Samtgemeinde Nenndorf. Met dit laatste station bestaat vanuit Rodenberg een goede en snelle streekbusverbinding. Overige buslijnen in de gemeente zijn in de meeste gevallen schoolbusdiensten. Deze voeren, alleen op dagen, wanneer er op de scholen les wordt gegeven, 's morgens vroeg één rit uit in de richting van de onderwijsinstellingen, en in de middag, na het uitgaan van de scholen, twee of drie in omgekeerde richting. Verder bestaat in de gemeente een bel-taxi(Anruf-Auto)-systeem, vooral bedoeld voor ouderen, gehandicapten e.d.. Men moet een rit één dag van tevoren aanvragen. Men kan op deze wijze vervoer regelen binnen de Samtgemeinde, en ook van en naar artsen, ziekenhuizen e.d. in de omliggende plaatsen.

## Economie
Apelern ligt slechts één kilometer van het grote bedrijventerrein aan de A2 nabij Lauenau. Hier is o.a. een groot regionaal distributiecentrum van een in geheel Duitsland opererende supermarktketen gevestigd. Hier is verder in 2022 het nieuwe hoofdkantoor en een grote fabriek van de firma XOX geopend. Deze produceert allerlei kleine snacks, zoals chips en borrelnootjes. Daarnaast is op dit bedrijventerrein enig lokaal en regionaal midden- en kleinbedrijf gevestigd.
Apelern heeft daarnaast, vanwege de bezienswaardigheden en het natuurschoon in de omgeving, enig toerisme.

## Geschiedenis
Apelern komt in 866 als to den Apelderen (= bij de appelbomen) voor het eerst in een document voor. Ook de andere dorpjes in de gemeente bestaan reeds sinds de middeleeuwen. De kerk van het dorp Apelern wordt genoemd als de hoofdkerk van de oude Saksische gouw Bukkigau (vóór het jaar 1200).

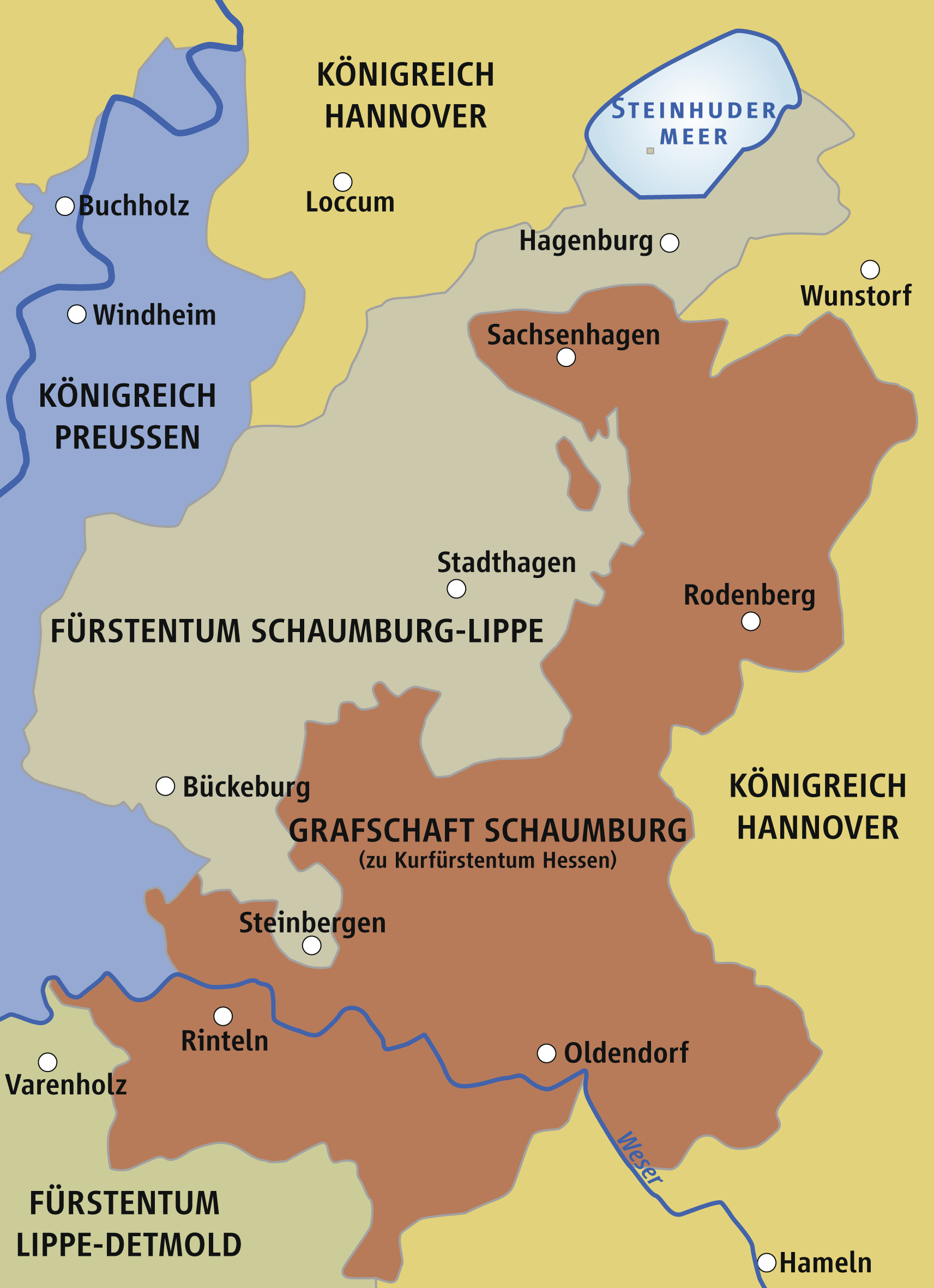
Graafschap Schaumberg, deling tussen 1640 en 1648. Apelern, direct ten zuidwesten van Rodenberg, ligt in het rode, Hessische gebied.

Het gebied heeft behoord tot het Graafschap Schaumburg. Na afloop van de (ook voor deze streek rampzalige) Dertigjarige Oorlog (1618-1648) werd de reeds in 1640 afgesproken verdeling van dit graafschap bevestigd. Op grond hiervan kwamen Rodenberg en Apelern aan het Landgraafschap Hessen-Kassel. Na de Reformatie was dit gebied evangelisch-luthers geworden. De meeste christenen, en ook de kerkgebouwen, in Apelern zijn nog steeds evangelisch-luthers.
Na de Napoleontische tijd kwam het gebied weer aan Hessen-Kassel. In de Oostenrijks-Pruisische Oorlog van 1866 werd het door het Koninkrijk Pruisen geannexeerd. In 1871 werd het met Pruisen geïntegreerd in het Duitse Keizerrijk.
In 1673 kocht generaal-majoor Frederik Christoffel von Hammerstein-Gesmold, die in Zweedse dienst stond, het Rittergut und Schloss (kasteel) Apelern, sindsdien Schloss Hammerstein genaamd. Het is daarna steeds in het bezit van het adellijke geslacht Von Hammerstein gebleven.

## Bezienswaardigheden
- De oude dorpskerk te Apelern, met familiecrypte voor leden van het geslacht Von Münchhausen, is een gotische hallenkerk, waarvan de kern echter romaans is en uit 1162 dateert. De kerktoren dateert vermoedelijk van rond 1200. Tegen de toren aan is in de 16e eeuw een mausoleum voor leden van de adellijke familie  Von Münchhausen gebouwd.
- Kasteel Münchhausen werd in 1560-1561 in de stijl der Wezerrenaissance voor leden van de zgn. witte tak van de adellijke familie Münchhausen gebouwd. Tot 1952 werd het door leden van dit geslacht bewoond, sedertdien door telgen uit de andere, zwarte, hoofdtak van het geslacht Münchhausen. Kasteel en park kunnen in principe[3] niet worden bezichtigd. Verwarrend is, dat in Kasteel Schwöbber  bij Aerzen, dat ook aan dit geslacht toebehoort, het Schlosshotel Münchhausen is gevestigd.
- Kasteel Hammerstein (1591) behoort aan het adellijke geslacht Von Hammerstein. Via de website van het kasteel kunnen groepen van ongeveer 15 personen een rondleiding boeken, en zo het kasteel en de beroemde Engelse tuin daaromheen bezichtigen. Barones Von Hammerstein, die het kasteel in eigendom heeft, verzorgt deze rondleidingen persoonlijk. Ook kan het kasteel voor luxe bruiloften en andere bijeenkomsten worden afgehuurd.
- Het natuurschoon in de heuvelruggen rondom de gemeente, zie o.a.: Wezerbergland; Deister.
- Hier en daar staan verspreid in de gemeente een aantal monumentale, schilderachtige vakwerkhuizen en -boerderijen.

## Afbeeldingen

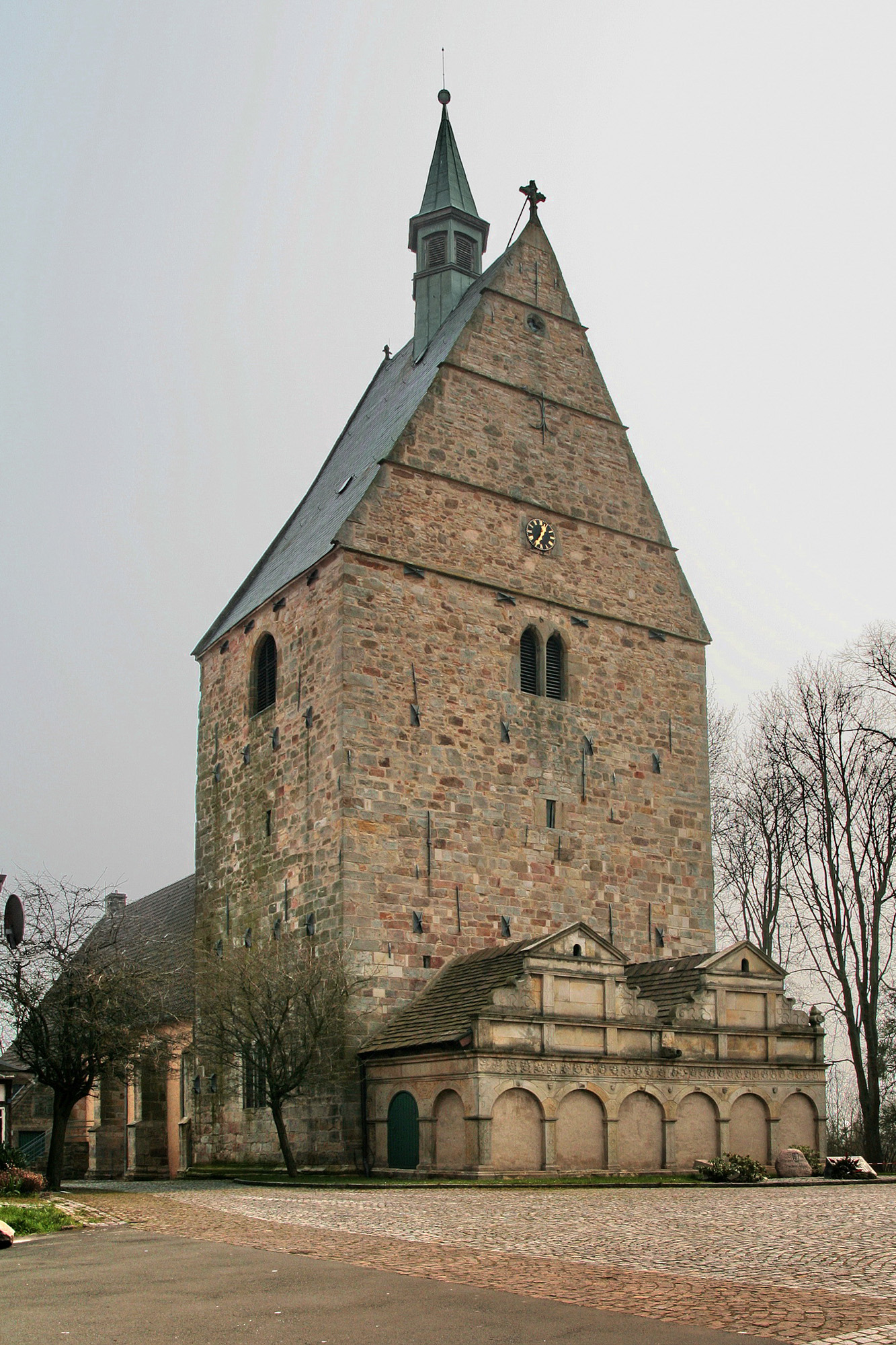
Kerk van Apelern
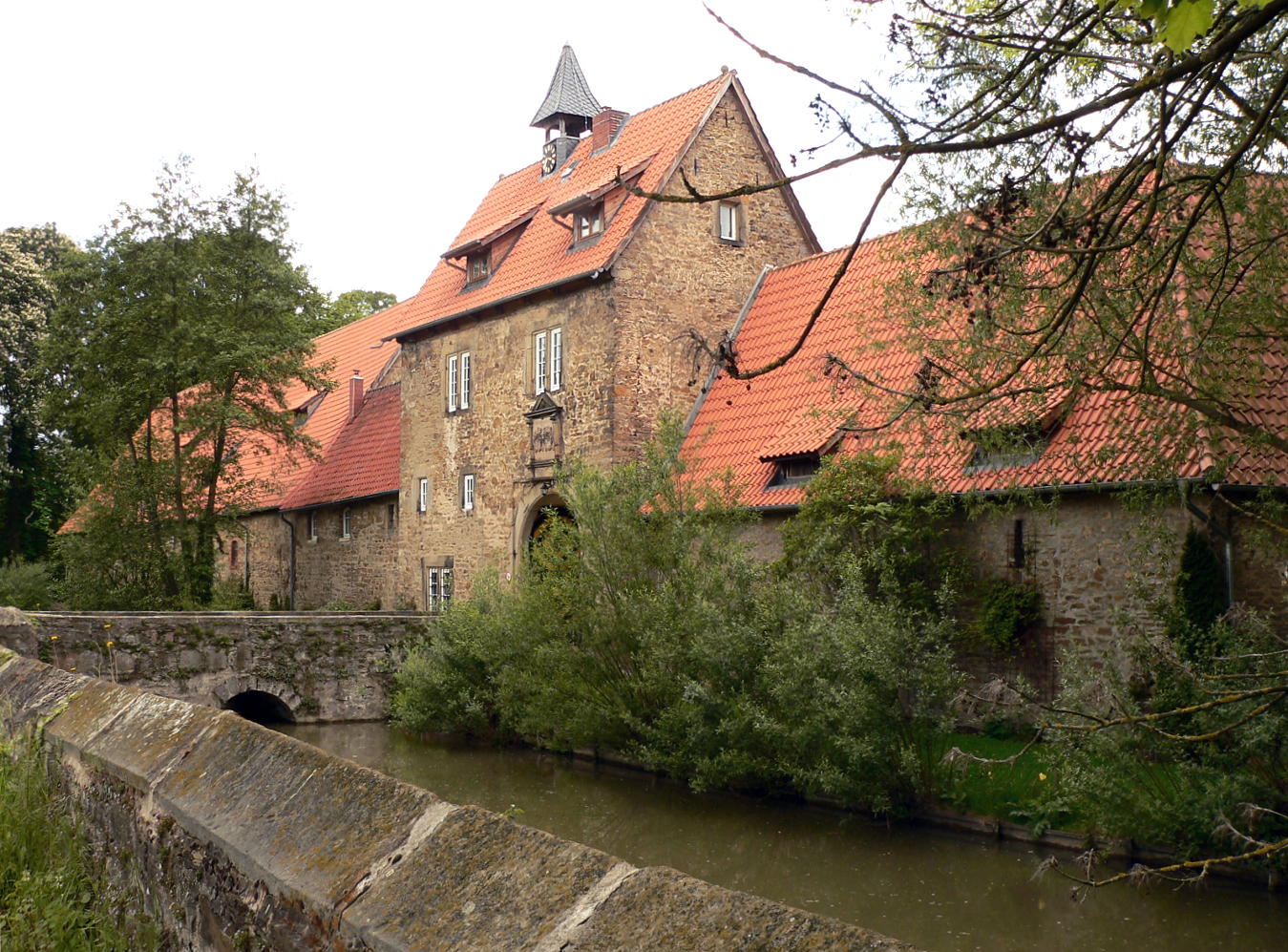
Kasteel (Wasserschloss) Münchhausen
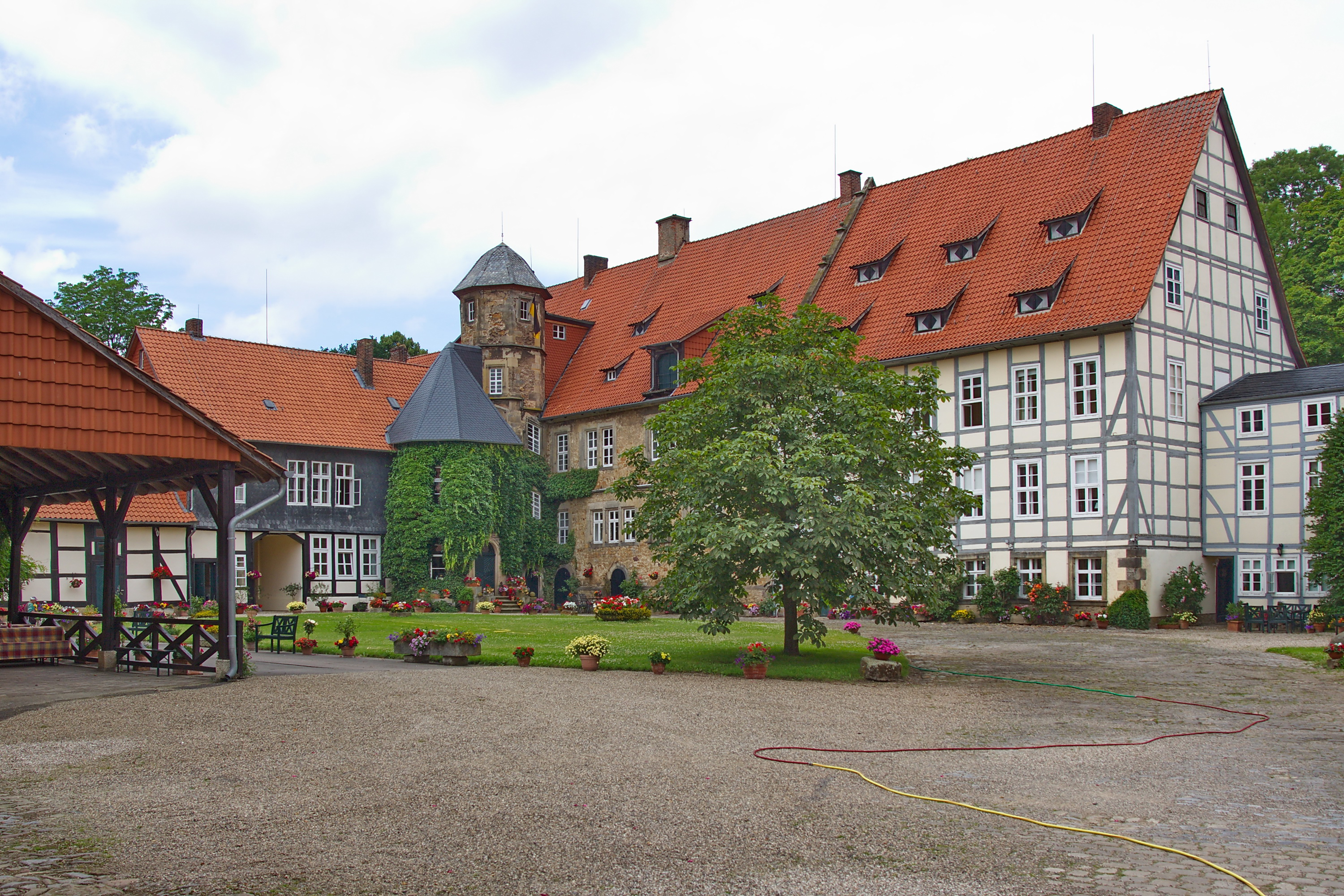
Binnenplaats van dit kasteel
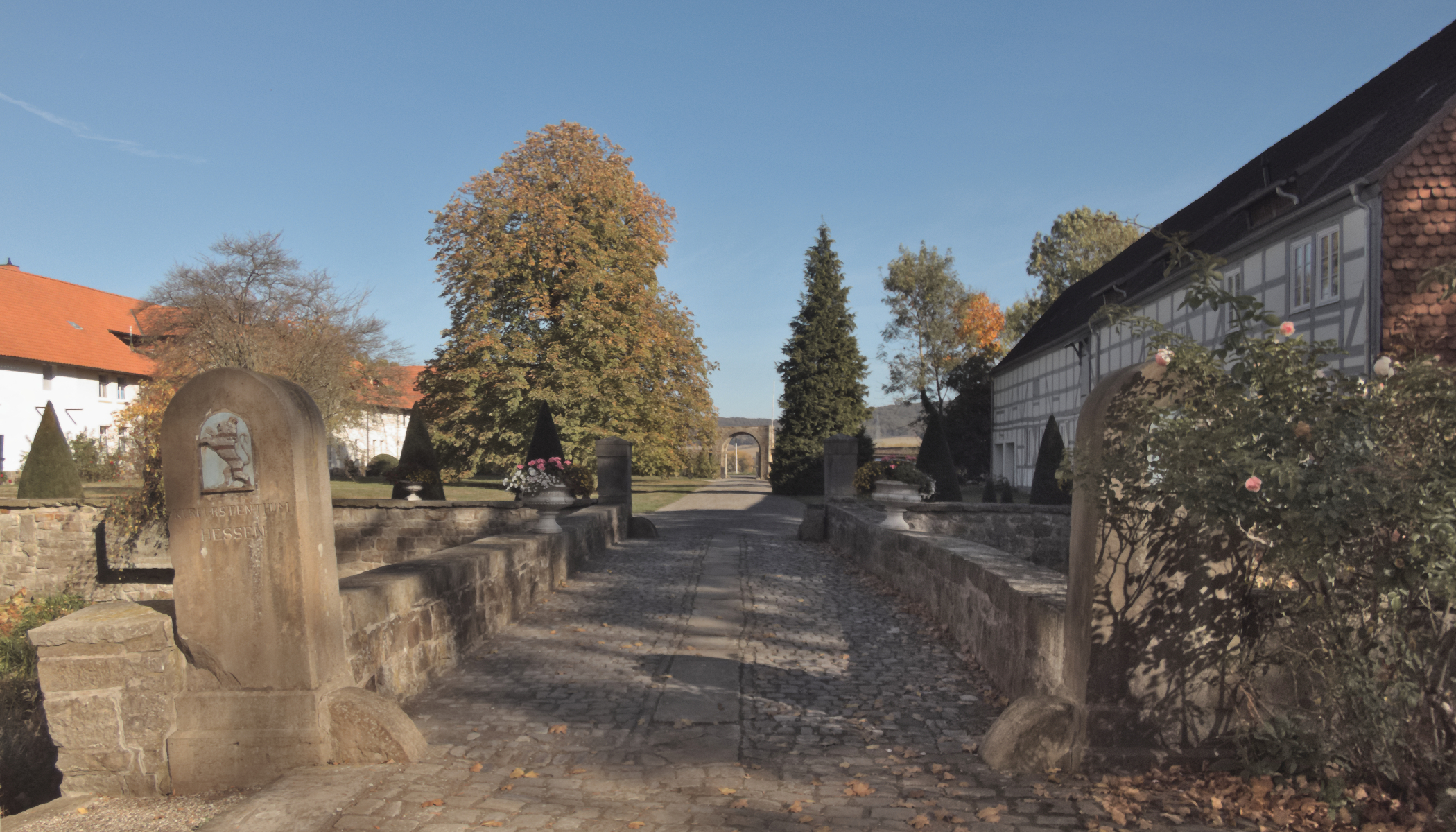
Kasteel Hammerstein, binnenplaats
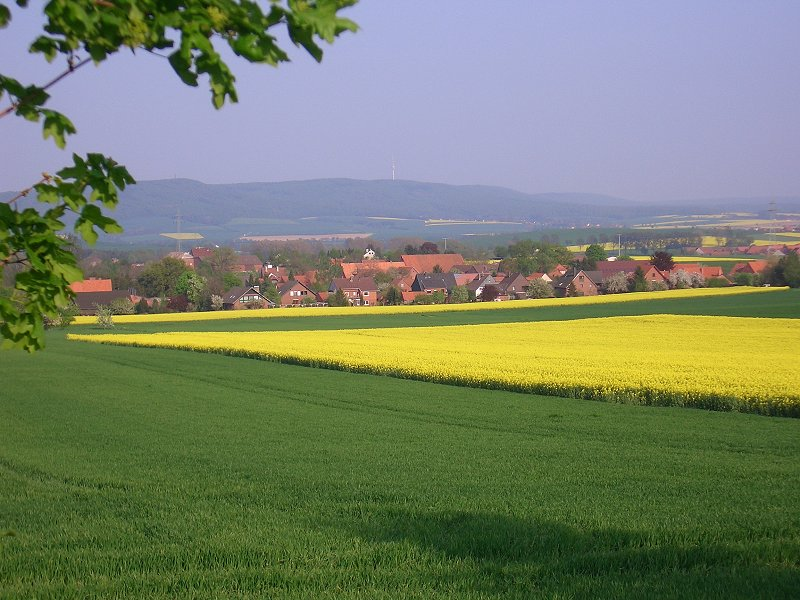
Gezicht op Groß Hegesdorf vanaf de noordoostelijke uitlopers van de Bückeberg
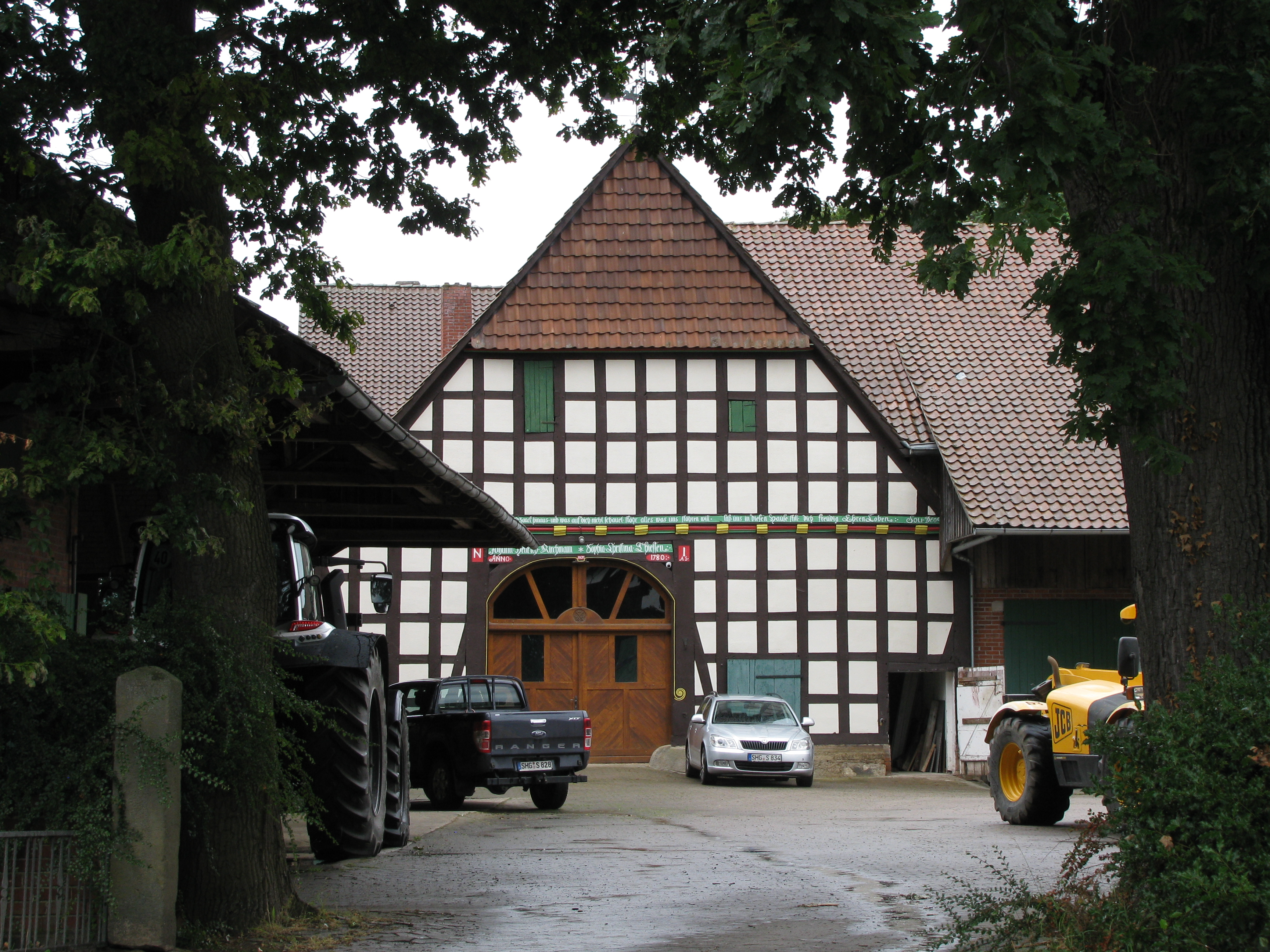
Monumentale vakwerkboerderij te Apelern

## Bekende personen in relatie tot de gemeente
- Ludolf baron von Münchhausen (* 28 april 1570 op kasteel Apelern; † 21 september 1640 in Hessisch Oldendorf) was een van de historisch belangrijkste vertegenwoordigers van de witte tak van het adellijke geslacht Von Münchhausen. Hij was beroemd om zijn zeer uitvoerige wetenschappelijke bibliotheek van wel 13.000 boekdelen.
- Alexander baron von Münchhausen (* 10 september 1813 op kasteel Apelern; † 4 november 1886 in Göttingen), uit de witte tak, jurist en politicus, in het Koninkrijk Hannover korte tijd, in 1850/51, minister-president.